# سان بول سور تيرنويس
سان بول سور تيرنويس (بالفرنسية: Saint-Pol-sur-Ternoise)‏ هي بلدية تقع في إقليم باد كاليه من منطقة نور با دو كاليه في شمال فرنسا. تبلغ مساحة هذه المدينة 8.24 (كم²)، وترتفع عن سطح البحر 87 م، يبلغ عدد سكانها 5368 نسمة حسب إحصاء المعهد الوطني للإحصاء والدراسات الاقتصادية سنة 2009 م. وترأس Maurice Louf البلدية خلال فترة (2001-2008).

## توأمة
لسان بول سور تيرنويس اتفاقيات توأمة مع كل من:
- فارشتاين
- Hebden Bridge [الإنجليزية]‏
- Hebden Royd [الإنجليزية]‏

## أعلام
- نيكولاس اوبريوت